# Encyclopédie médico-chirurgicale
Pour les articles homonymes, voir EMC.
L'Encyclopédie médico-chirurgicale ou EMC est une encyclopédie médicale professionnelle française éditée par Elsevier Masson SAS et constitué de 45 « traités » couvrant l'ensemble des spécialités.
Initié par A. Laffont et F. Durieux en 1929, son contenu s'est progressivement étoffé sur plusieurs décennies. Cet ouvrage est considéré comme une référence francophone dans l'ensemble des spécialités médicales et chirurgicales,. Chaque traité est constitué de fascicules progressivement renouvelés par trimestre. Chaque article est rédigé par un spécialiste du sujet et validé par un comité de rédaction.

## Liste
À ce jour, l'EMC est constituée de plus de 40 traités de spécialités médicales, chirurgicales et paramédicales :
- AKOS (médecine), plus de 5200 pages, 8 volumes  (ISSN 1634-6939)  (ISBN 9782842990312)[7] ;
- Anesthésie-Réanimation, plus de 2500 pages, 5 volumes  (ISSN 0246-0289)  (ISBN 9782842994969)[8] ;
- Angéiologie, plus de 750 pages, 1 volume  (ISSN 2211-0364)  (ISBN 9782842994983)[9] ;
- Appareil locomoteur, plus de 3600 pages, 7 volumes  (ISSN 0246-0521)  (ISBN 9782842994976)[10] ;
- Biologie médicale  (ISSN 2211-9698)[11] ;
- Cardiologie, plus de 2100 pages, 5 volumes  (ISSN 1166-4568)  (ISBN 9782842994983)[12] ;
- Chirurgie orale et maxillo-faciale, 2 volumes [13]
- Cosmétologie et Dermatologie esthétique, plus de 800 pages, 1 volume  (ISSN 2211-0380)  (ISBN 9782842999490)[14] ;
- Dermatologie, plus de 2100 pages, 3 volumes  (ISSN 0246-0319)  (ISBN 9782842991654)[15] ;
- Endocrinologie-Nutrition, plus de 2300 pages, 4 volumes  (ISSN 1155-1941)[16] ;
- Gastro-entérologie, plus de 1900 pages, 4 volumes  (ISSN 1155-1968)  (ISBN 9782842995027)[17] ;
- Gynécologie, plus de 1400 pages, 4 volumes  (ISSN 0246-1064)  (ISBN 9782842995034)[18] ;
- Hématologie, plus de 1200 pages, 3 volumes  (ISSN 1155-1984)  (ISBN 9782842995058)[19] ;
- Hépatologie, plus de 1500 pages, 3 volumes  (ISSN 1155-1976)  (ISBN 9782842995065)[20] ;
- Kinésithérapie-Médecine physique-Réadaptation, plus de 1700 pages, 4 volumes  (ISSN 1283-0887)  (ISBN 9782842995072)[21] ;
- Maladies infectieuses, plus de 2300 pages, 4 volumes  (ISSN 1166-8598)  (ISBN 9782842995089)[22] ;
- Médecine buccale  (ISSN 1877-7864)[23] ;
- Médecine d'urgence, plus de 1900 pages, 3 volumes  (ISSN 1959-5182)  (ISBN 9782842999063)[24] ;
- Néphrologie, plus de 1100 pages, 2 volumes  (ISSN 1762-0945)[25] ;
- Neurologie, plus de 3600 pages, 7 volumes  (ISSN 0246-0378)  (ISBN 9782842995102)[26] ;
- Obstétrique, plus de 1600 pages, 4 volumes  (ISSN 0246-0335)  (ISBN 9782842995119)[27] ;
- Ophtalmologie, plus de 3100 pages, 6 volumes  (ISSN 0246-0343)  (ISBN 9782842995140)[28] ;
- Orthopédie dentofaciale, plus de 660 pages, 1 volume  (ISSN 1624-6381)[29] ;
- Oto-rhino-laryngologie, plus de 2300 pages, 6 volumes  (ISSN 0246-0351)  (ISBN 9782842995164)[30] ;
- Pathologie professionnelle et de l'environnement, plus de 1400 pages, 3 volumes  (ISSN 1155-1925)  (ISBN 9782842995355)[31] ;
- Pédiatrie - Maladies infectieuses, plus de 3300 pages, 7 volumes  (ISSN 1637-5017)  (ISBN 9782842995188)[32] ;
- Pédopsychiatrie, plus de 600 pages, 1 volume  (ISSN 1633-776X)  (ISBN 9782842992965)[33] ;
- Pneumologie, plus de 1900 pages, 4 volumes  (ISSN 1155-195X)  (ISBN 9782842995195)[34] ;
- Podologie, plus de 1300 pages, 2 volumes  (ISSN 0292-062X)  (ISBN 9782842991258)[35] ;
- Psychiatrie, plus de 2600 pages, 6 volumes  (ISSN 0246-1072)  (ISBN 9782842995201)[36] ;
- Radiologie et imagerie médicale : Abdominale - Digestive, plus de 2000 pages, 4 volumes  (ISSN 1879-8527)  (ISBN 9782842995232)[37] ;
- Radiologie et imagerie médicale : Cardiovasculaire - Thoracique - Cervicale, plus de 2100 pages, 4 volumes  (ISSN 1879-8535)  (ISBN 9782842995225)[38] ;
- Radiologie et imagerie médicale : Génito-urinaire - Gynéco-obstétricale - Mammaire, plus de 1700 pages, 3 volumes  (ISSN 1879-8543)  (ISBN 9782842995249)[39] ;
- Radiologie et imagerie médicale : Musculosquelettique - Neurologique - Maxillofaciale, plus de 3300 pages, 7 volumes  (ISSN 1879-8551)  (ISBN 9782842995218)[40] ;
- Radiologie et imagerie médicale : Principes et techniques - Radioprotection, plus de 660 pages, 1 volume  (ISSN 1879-8497)  (ISBN 9782842995256)[41] ;
- Savoirs et soins infirmiers, plus de 1300 pages, 3 volumes  (ISSN 1877-7848)  (ISBN 9782810100514)[42] ;
- Stomatologie, plus de 2500 pages, 6 volumes  (ISSN 1283-0852)  (ISBN 9782842995263)[43] ;
- Techniques chirurgicales - Appareil digestif, plus de 1500 pages, 3 volumes  (ISSN 0246-0424)  (ISBN 9782842995270)[44] ;
- Techniques chirurgicales - Chirurgie plastique reconstructrice et esthétique, plus de 1400 pages, 2 volumes  (ISSN 1286-9325)  (ISBN 9782842995300)[45] ;
- Techniques chirurgicales - Chirurgie vasculaire, plus de 1200 pages, 2 volumes  (ISSN 0246-0459)  (ISBN 9782842995348)[46] ;
- Techniques chirurgicales - Gynécologie, plus de 530 pages, 1 volume  (ISSN 1624-5857)  (ISBN 9782842995287)[47] ;
- Techniques chirurgicales - Orthopédie-Traumatologie, plus de 2200 pages, 4 volumes  (ISSN 0246-0467)  (ISBN 9782842995294)[48] ;
- Techniques chirurgicales - Tête et cou, plus de 900 pages, 2 volumes  (ISSN 2211-0402)  (ISBN 9782842995317)[49] ;
- Techniques chirurgicales - Thorax, plus de 1200 pages, 2 volumes  (ISSN 1241-8226)  (ISBN 9782842995324)[50] ;
- Techniques chirurgicales - Urologie, plus de 1200 pages, 2 volumes  (ISSN 1283-0879)  (ISBN 9782842995331)[51] ;
- Urologie, plus de 1200 pages, 3 volumes  (ISSN 1762-0953)[52] ;
- Vétérinaire, plus de 3200 pages, 5 volumes  (ISSN 1283-0828)[53].